# 扁平雲

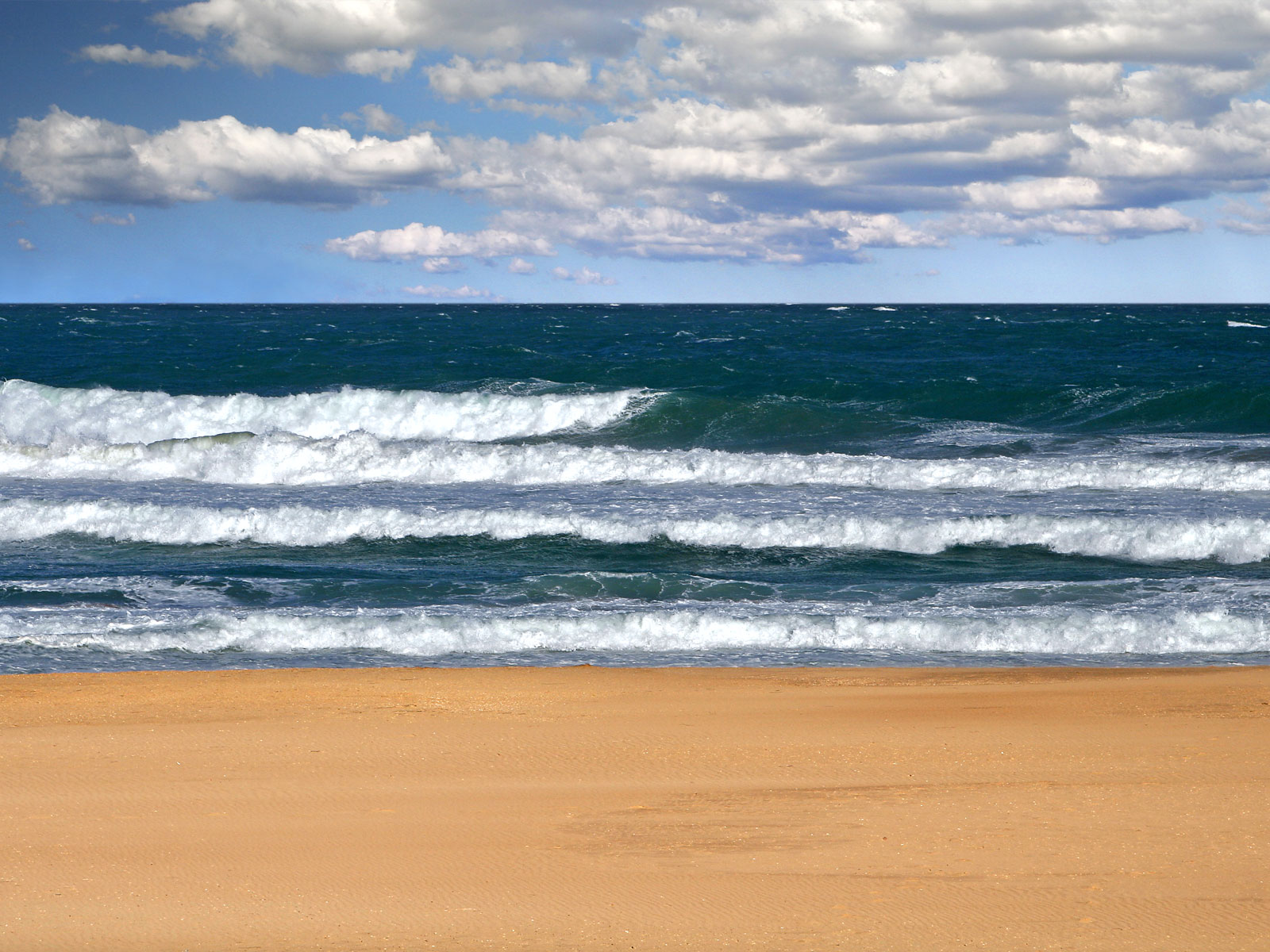
海岸から望む空に浮かぶ扁平雲

扁平雲（へんぺいうん、ラテン語学術名:humilis、略号:hum）とは、積雲に見られる雲種の1つ。積雲は発達の過程で3つの雲種に分類されるが、扁平雲はそのうち最初の段階である。でき始めてすぐの積雲にみられることが多く、雲の高さは低く、雲の上部が平べったいことが特徴。扁平積雲ともいう。
"humilis"はラテン語で「低い、小さな、わずかな」といった意味がある。
雲の高さは数十 m から数百 m 程度。雲底は平坦で、横や上部は多少のでこぼこした部分があるが、カリフラワーのようにもこもことはしていない。
対流により成長する積雲は大気の不安定な層が厚く不安定度が高いと成長し、扁平雲は雲頂が盛り上がってきて並雲、更に雄大雲へと変わっていく。不安定層が薄く雲底から安定層までの高度差が小さいと対流が抑制され、扁平雲が形成され維持される。
ちぎれた形の断片雲が成長して扁平雲になることもある。
扁平雲は降水がないとされるが、資料によっては稀に降水があるとする。